# Динамо (футбольный клуб, Сталинград)
«Динамо» — футбольный клуб из города Сталинграда, основанный в 1925 году.

## История клуба
Образован в 1925 году. Домашние матчи проводил на стадионе «Динамо», который был передан одноимённому спортивному обществу в 1930 году.
В 1938 году команда дошла до 1/16 финала Кубка СССР, где в переигровке с минимальным счётом уступила команде «Темп» (Баку).
Многократный участник первенства и Кубка РСФСР. Многократный чемпион первенства РСФСР Нижне-Волжской зоны. Несколько раз «Динамо» доходило до финала Кубка РСФСР: в 1947 году команда, под руководством Георгия Шляпина, проиграла со счётом 0:2 хабаровскому «Динамо», а в 1952 году, под руководством Василия Ермасова, в дополнительное время уступила команде города Молотова со счётом 2:4.
В 1946 году принял участие в зональном турнире III группы первенства СССР.

## Матч «На руинах Сталинграда»
2 мая 1943 года в разрушенном после Сталинградской битвы городе состоялась товарищеская встреча между местными футболистами, объединёнными под знаменем команды «Динамо», и московским «Спартаком». В этой встрече со счётом 1:0 победила сталинградская команда.
Факт проведения игры в разрушенном Сталинграде имел международный резонанс. Этот матч стоит в одном ряду с игрой в оккупированном Киеве и игрой в блокадном Ленинграде.